# Северная Кельтма
Се́верная Ке́льтма — река в Республике Коми, левый приток реки Вычегды.
Длина — 155 км, площадь бассейна — 7960 км². Высота устья — 100 м над уровнем моря. Питание реки смешанное, с преобладанием снегового. Замерзает в начале ноября, вскрывается в начале мая.
Крупнейшие притоки — Окос (53 км), Воль (67 км), Воч (151 км), Прупт (163 км) (левые); Ёль (90 км) (правый).
Северная Кельтма начинается на юго-востоке Республики Коми неподалёку от границы с Пермским краем, на болоте Джуричнюр. Течёт на северо-запад и запад. Русло извилистое, река собирает многочисленные притоки, берега сильно заболочены, особенно правый, практически ненаселены. Ранее по реке проводился лесосплав.
Кельтма впадает в Вычегду чуть выше села Керчомъя.

## Притоки
Объекты перечислены по порядку от устья к истоку.
- 4 км: Сынкулима
- 8 км: Себ
- 14 км: Ёль
- 27 км: Прупт
- 61 км: Воч
- 71 км: Мичаёль
- 81 км: Воль
- 87 км: Окос
- 99 км: Сусаёль
- 116 км: Кушмана
- 118 км: Позъю
- 132 км: Дозмера
- 138 км: водоток канава без названия
- 139 км: Северный Екатерининский канал
- 150 км: Чушьёль

## История
В 1785—1822 годах от Северной Кельтмы до Южной Кельтмы был построен Северный Екатерининский канал длиной 17.6 км, связавший Вычегду (бассейн Северной Двины) с рекой Кама (бассейн Волги). Канал действовал в течение 16 лет и был упразднён в 1836 году.
Через палеодолину в Кельтминской депрессии, в пределах которой протекают реки Северная Кельтма и Южная Кельтма, во время оледенения происходил переток вод (Кельтминский спиллвей) из Вычегды в Каму (из-за того, что Вычегда была запружена ледником). Последний переток воды с севера на юг происходил здесь около 100 тыс. лет назад.